# Lycée français de Djibouti
Le lycée français de Djibouti est un établissement scolaire français situé en République de Djibouti, conventionné avec l'Agence pour l'enseignement français à l'étranger (AEFE).
Il a été créé par la fusion de l'école Françoise-Dolto fondée en 1978 et du lycée Joseph-Kessel remontant à 1991, mais il reste installé sur deux sites (Dolto et Kessel) dans la ville de Djibouti. Il propose une scolarité basée sur les programmes français de la maternelle à la terminale. Il prépare aux baccalauréats général et technologique (STMG).
La construction de nouveaux locaux, dont l'objectif à terme est de regrouper tous les niveaux et de disposer de bâtiments plus spacieux et plus modernes, a été engagée en 2022.
La scolarité est payante. Le coût varie selon la nationalité des enfants (française, djiboutienne ou autre) et le niveau de scolarité (maternelle, primaire, collège, lycée).

## Équipe de direction
- proviseur : Bruno Lassaux (d) (depuis 2020).
- proviseure adjointe : Saloua NAFFATI
- directeur administratif et financier : Jean-Christian M'Boya
- directeur du primaire : Corinne SOMAÏNI

Parmi les anciens responsables
- avant 2000 : Jean-Yves Coblentz (d), Jean-Michel Cabanis (d)
- depuis 2000 : Alain Raymond (d) (2002-2005),  André Dehez (d) (2005-2010), Bernard Moga (d) (2010-2012), Patrick Noël (d) (2012-2017), Jean-Pierre Pasquiou (d) (2017-2020), 
  - Daniel Saunier ?-2015 (directeur du primaire)

Logo de l'école Françoise-Dolto de Djibouti jusqu'en 2007
Logo du lycée Joseph-Kessel de Djibouti jusqu'en 2007